# 白川 (札幌市)
白川（しらかわ、しらいかわ）は北海道札幌市南区の地名。郵便番号は061-2276。

## 地理
北側を硬石山、観音岩山に、南側を豊平川に挟まれており、かつては他地区と孤立した状態であった。
現在でも市街化はほとんど進んでおらず、住居表示も未実施で、表記はすべて「白川1814番地」となっている。そのため枝番号まで指定しないと家屋店舗を識別できない。

## 歴史

### 沿革
- 1892年（明治25年）- 小村亀十郎が白川から木材の伐出を請負う。
- 1898年（明治31年）- 小村亀十郎が入植。当時は札幌郡山鼻村字白川。
- 1906年（明治31年）2月 - 北海道一・二級町村制の施行により藻岩村となる。
- 1938年（昭和13年）4月15日 - 一級町村制の施行により、円山町となる。
- 1941年（昭和16年）4月1日 - 札幌市へ編入。

## 施設
- 白川浄水場（札幌市水道局）
- 札幌市北方自然教育園（旧・白川小学校跡地）
- 白川小学校　　白川に小作者として移住したものが二十数戸あり、学齢児童の数も十数人に達したが、当時は八垂別小学校（現藻岩小学校）まで一里余りあり、途中、難路のため通学は不可能であった。明治の世にあって、教育を受けないことは、児童にとって不幸であり、父兄としても義務教育を受けさせるべきことを痛感した。明治36年の春、部落の中央に校舎を建て、岡栄氏が教師になり3月より授業をはじめた。教師の給料は勿論一切の経費は小村亀十郎の自費であった。翌、37年7月公立簡易教育所となり、この日を学校の誕生日とした。
- 白川神社　1919年（大正8年）9月に入植者が稲荷神を祭祀した白川神社を建立した。1986年（昭和61年）に現在の社殿に改築
- 記念碑　　開拓十周年を記念して、明治41年4月3日に部落民が小村亀十郎の業績を伝えておくために建設した。道路拡幅工事の為白川神社用地に移設する。碑文のあとに、札幌神社宮司、額賀大直氏が歌っているのに、美那もとの　きよきを見ればしら川は　千代も濁らぬ名にこそありけれ　とあるが、小村亀十郎の清い心と努力が、後世までも変わらぬ美しい白川であるだろうととどめている。

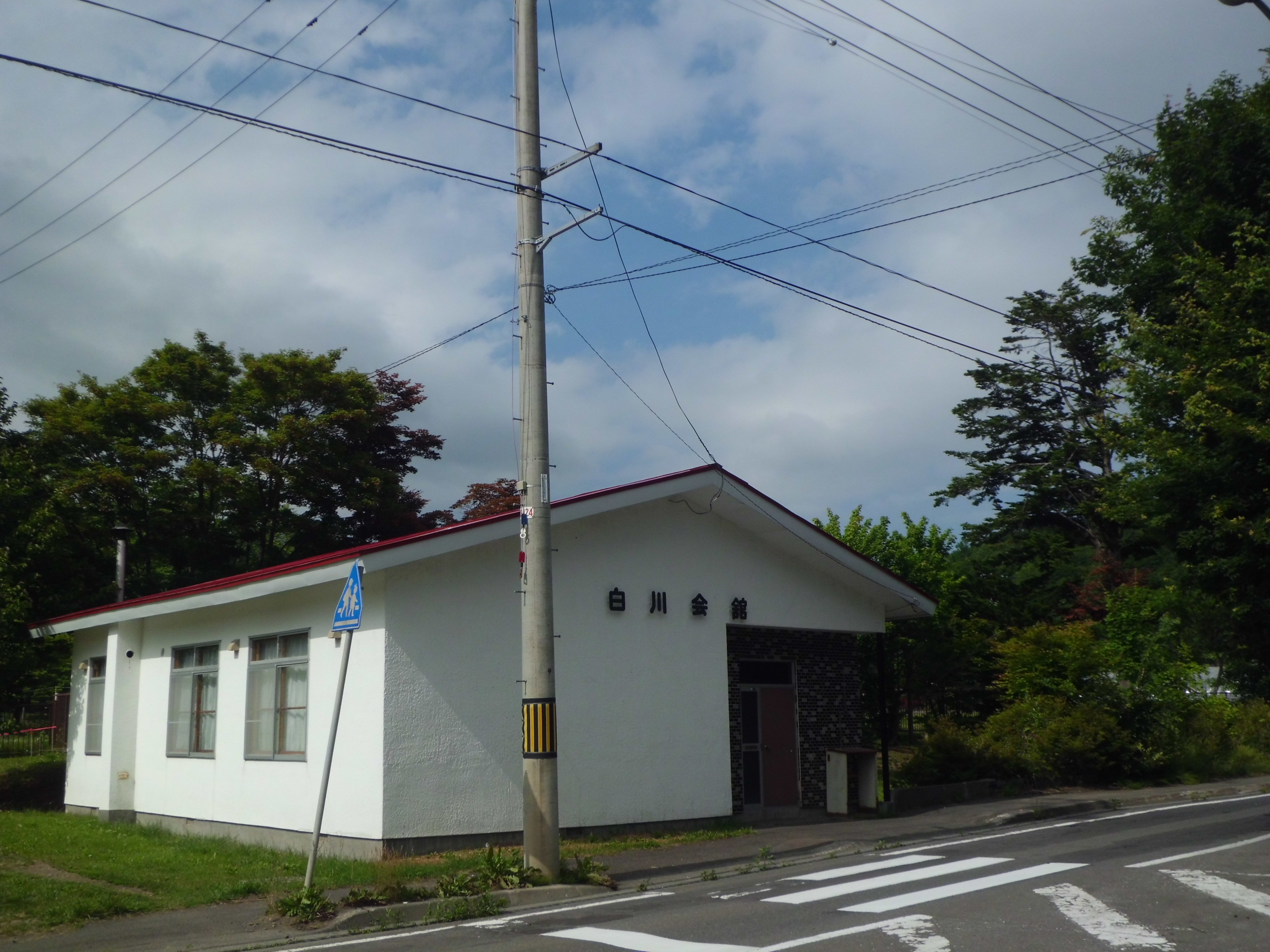
白川会館
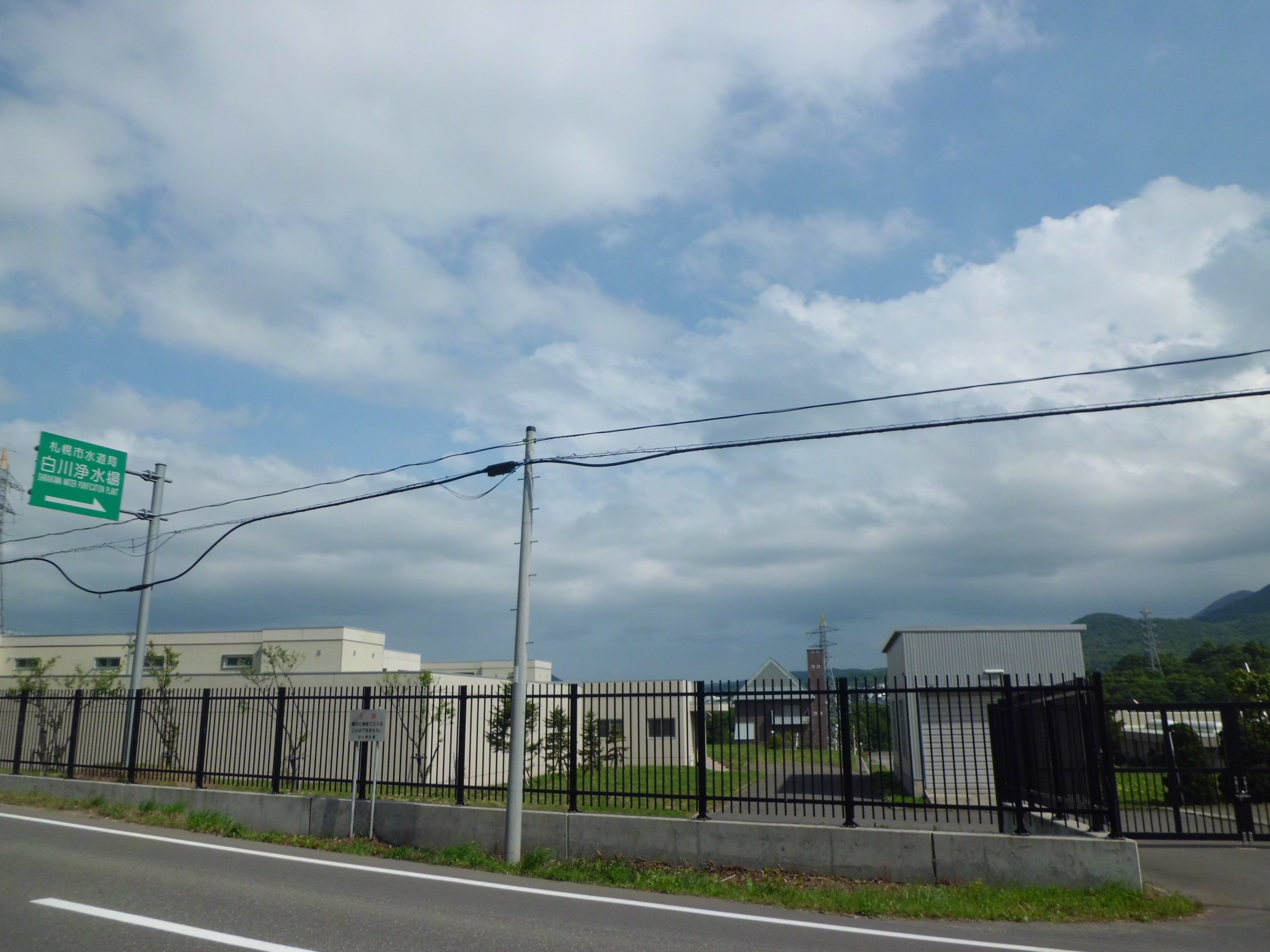
白川浄水場
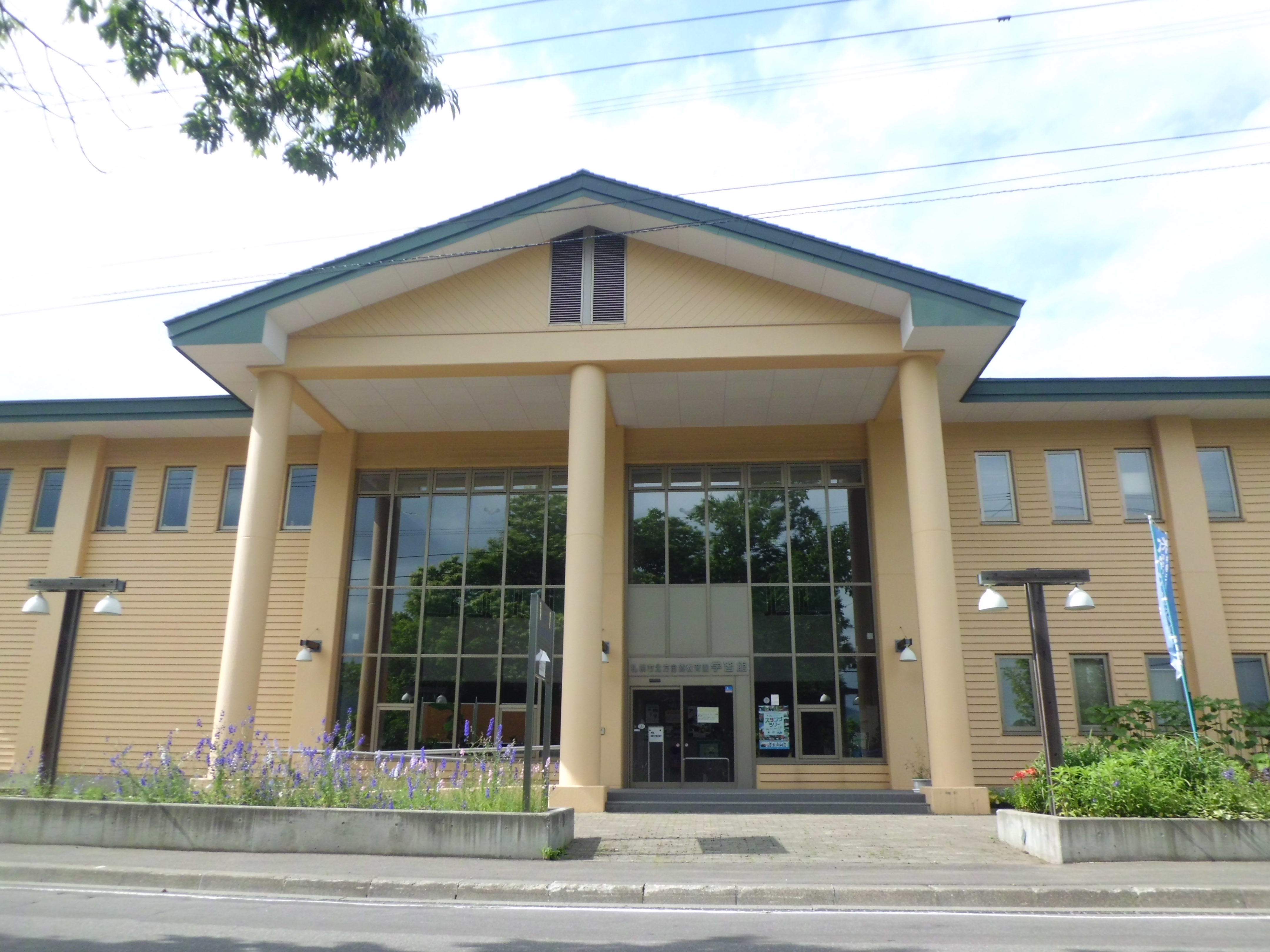
札幌市北方自然教育園
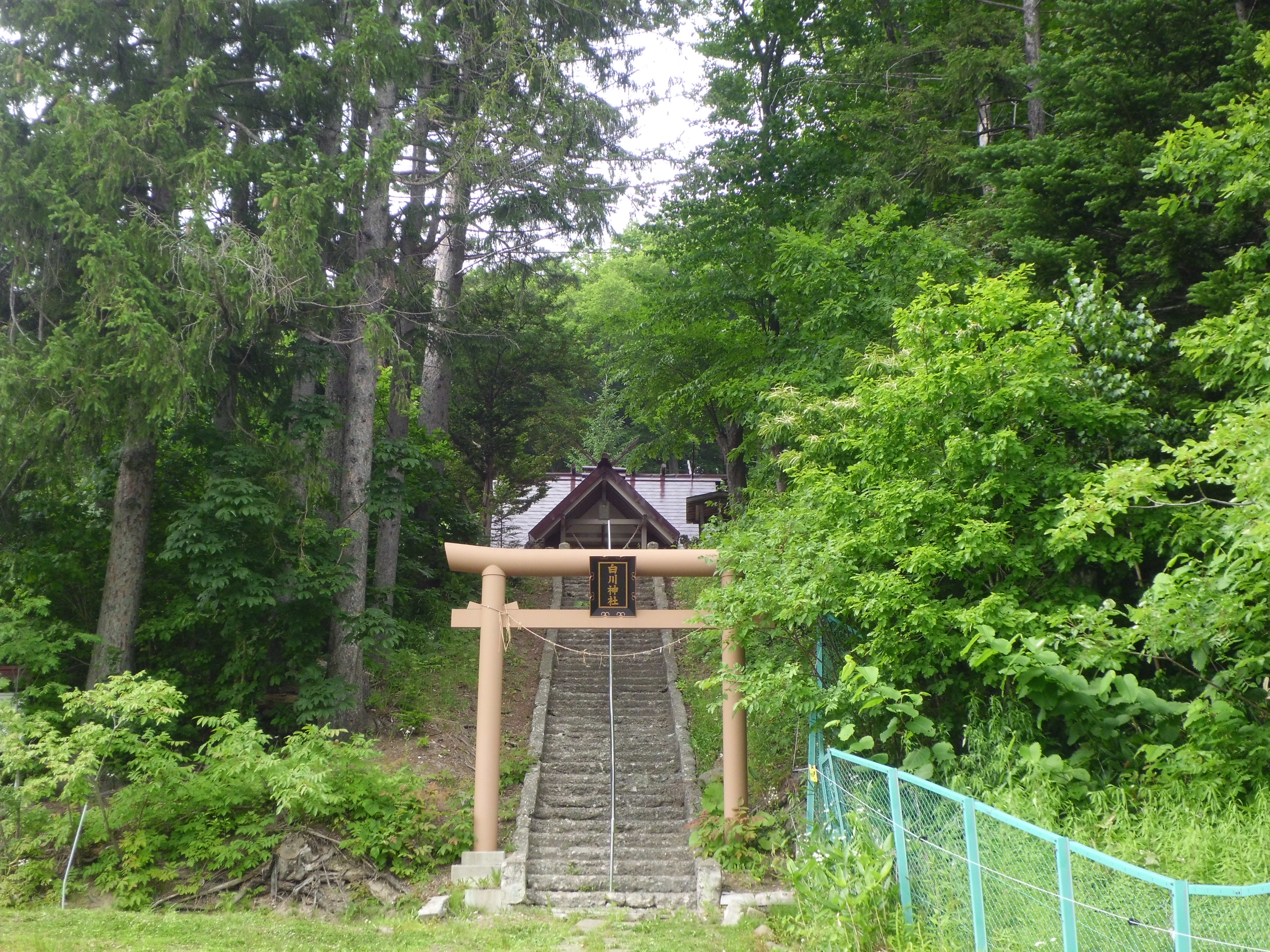
白川神社
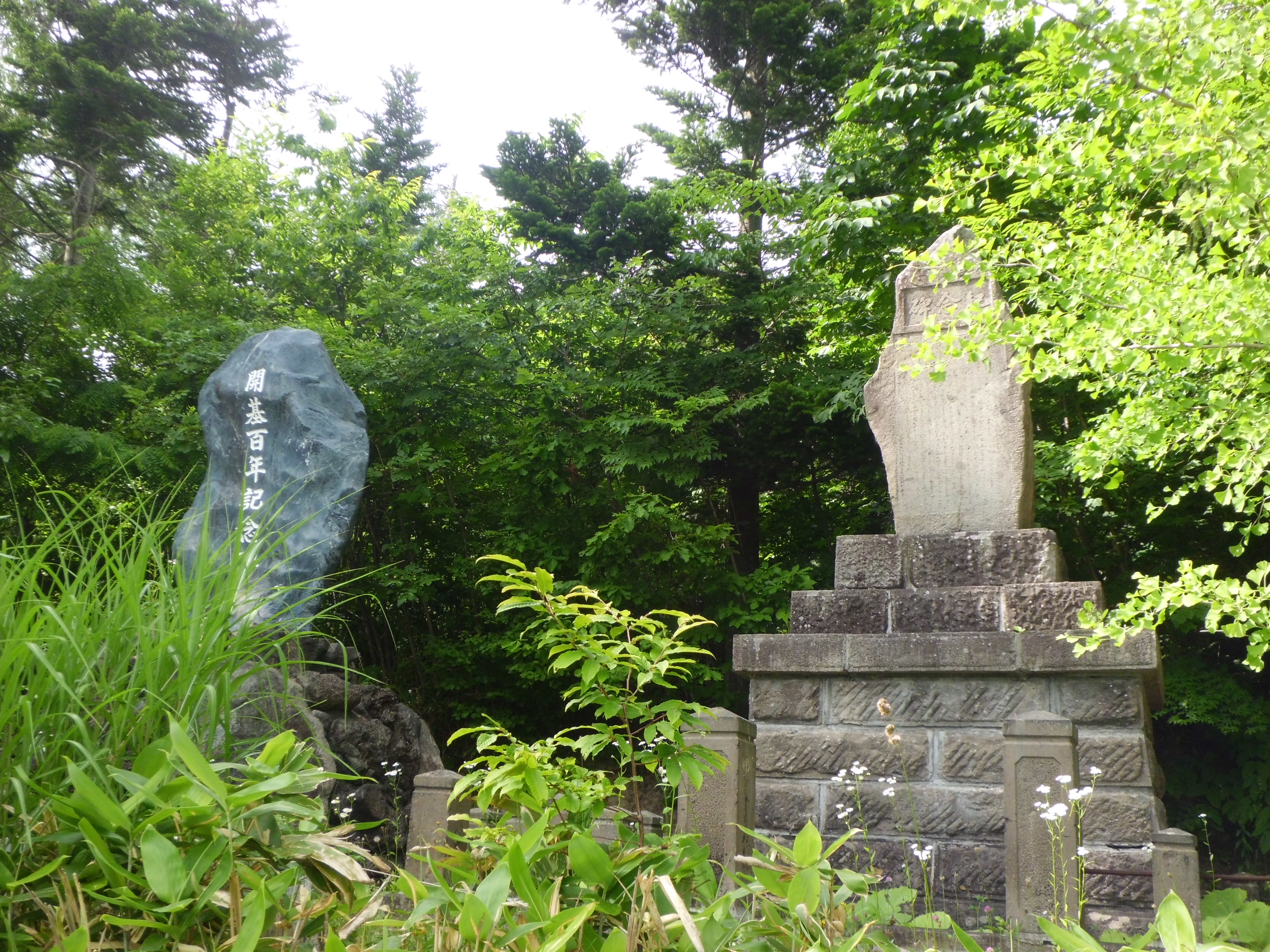
白川神社 記念碑